# Tagora weberi
Tagora weberi är en fjärilsart som beskrevs av Holloway 1976. Tagora weberi ingår i släktet Tagora och familjen Eupterotidae. Inga underarter finns listade i Catalogue of Life.